# Siegesdenkmal (Freiburg im Breisgau)

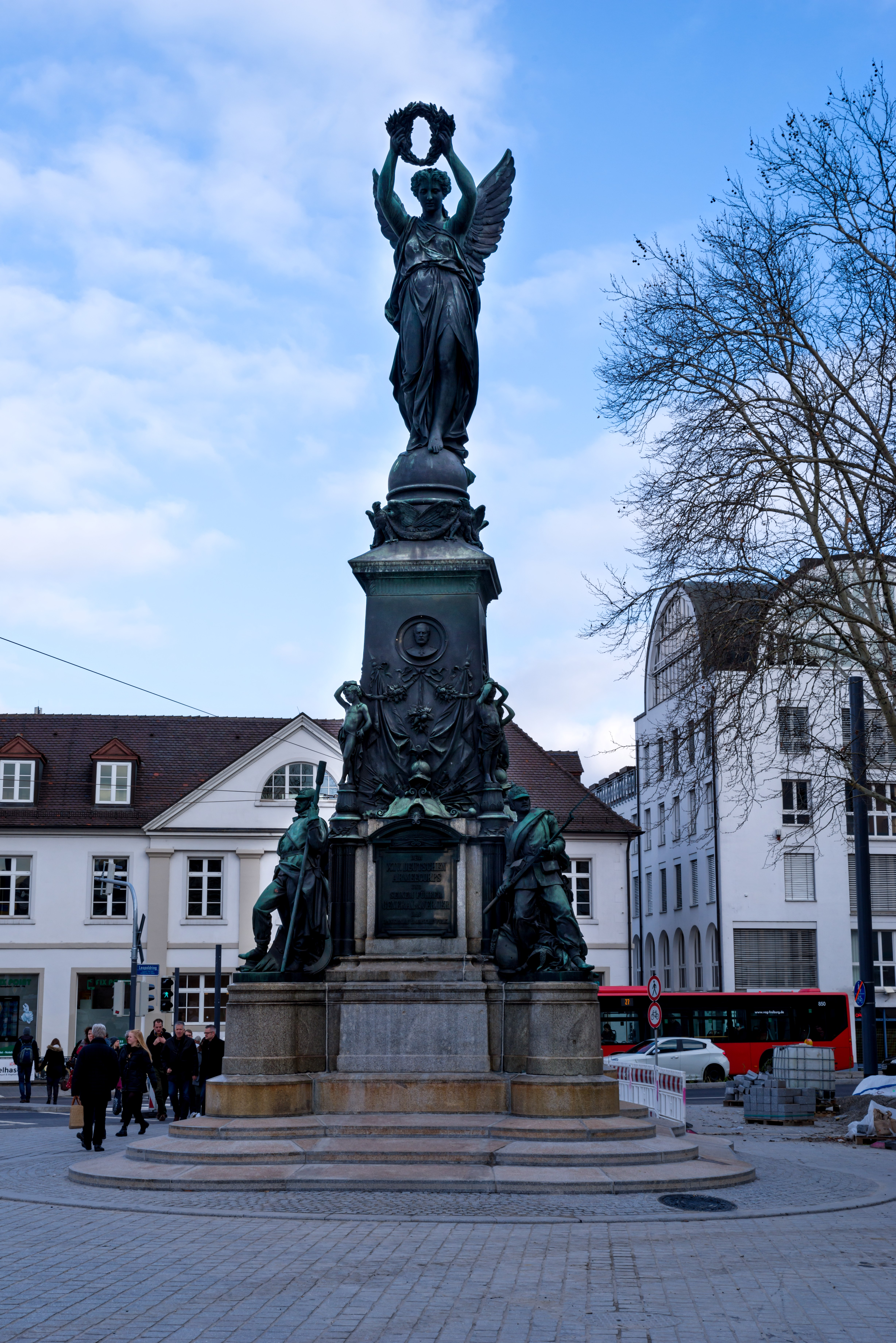
Das Siegesdenkmal vor dem Schunck-Haus (2018)

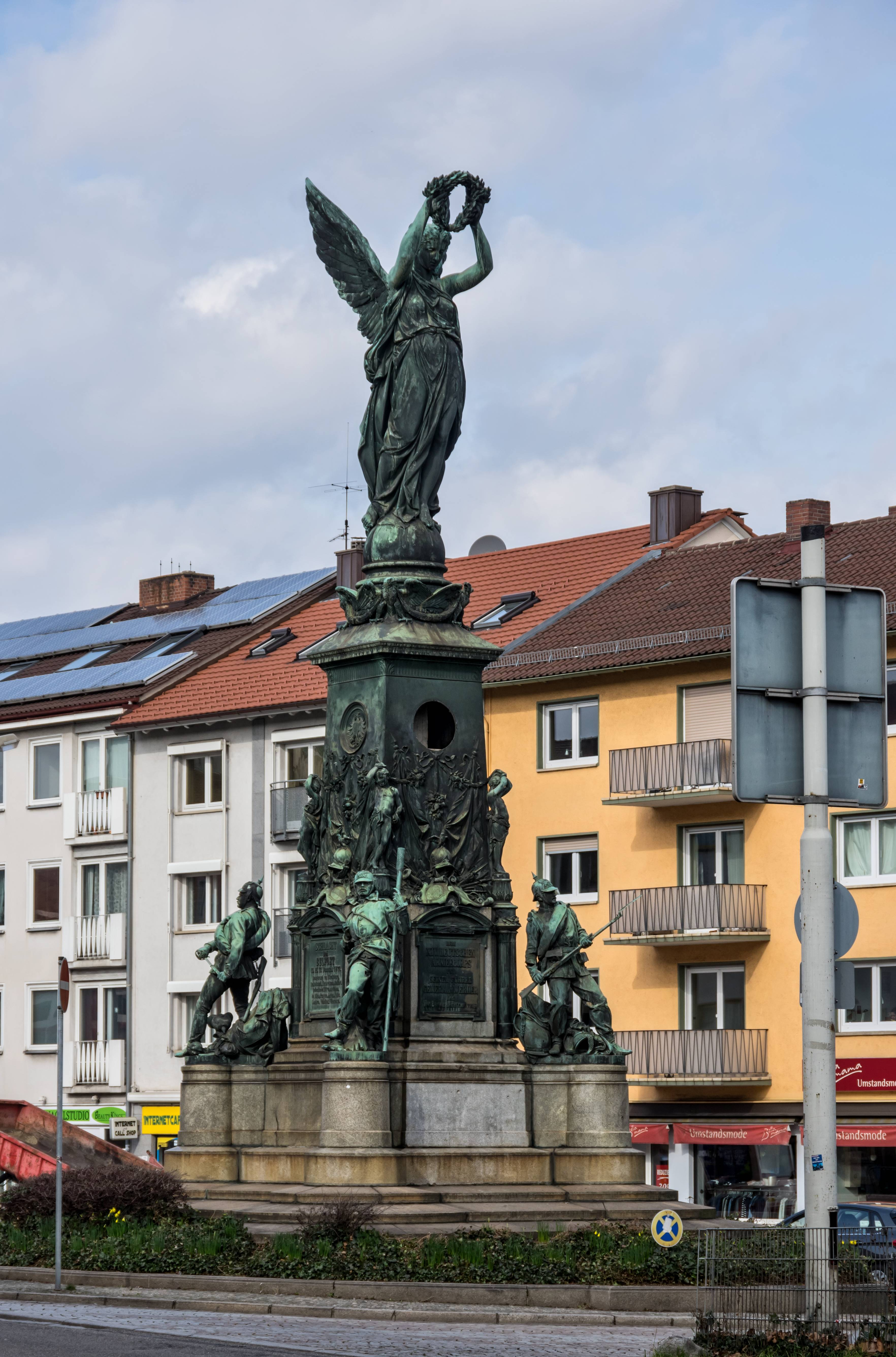
Siegesdenkmal (2016)

Das Siegesdenkmal in Freiburg im Breisgau ist ein Denkmal, das an den Sieg Deutschlands im Deutsch-Französischen Krieg im Jahre 1871 erinnern soll. Es wurde am nördlichen Rand der Altstadt vor der damaligen Karlskaserne errichtet und nach dem Zweiten Weltkrieg etwa 100 m in westlicher Richtung verlegt. Im Zuge des Neubaus der Stadtbahnlinie Rotteckring wurde es im Herbst 2017 wieder fast auf seinen alten Platz zurückversetzt. Das Siegesdenkmal steht heute unter Denkmalschutz. Mit Siegesdenkmal assoziiert die Bevölkerung auch den Verkehrsknoten, und die Straßenbahn- und Bushaltestellen dort trugen bis zum Fahrplanwechsel im Frühjahr 2019 diesen Namen. Offiziell trägt der Platz, der nach 1877 „Wilhelm-Platz“ beziehungsweise „Kaiser-Wilhelm-Platz“ hieß und viele Jahre namenlos war, seit 2018 den Namen Europaplatz. Traditionell steht in der Advents- und Weihnachtszeit hier der größte Weihnachtsbaum der Stadt.

## Geschichte

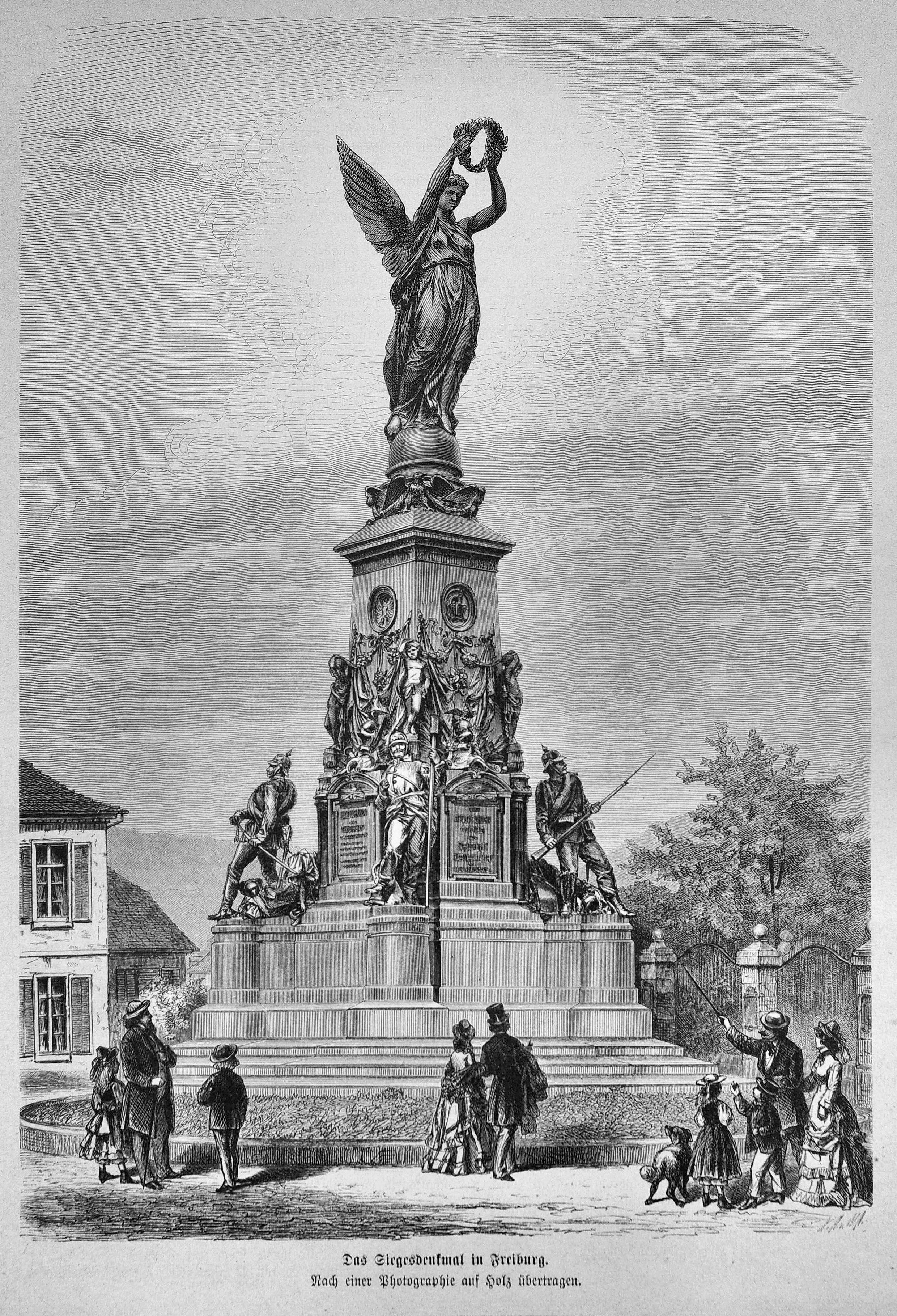
Stich aus der Zeitschrift Die Gartenlaube von 1877

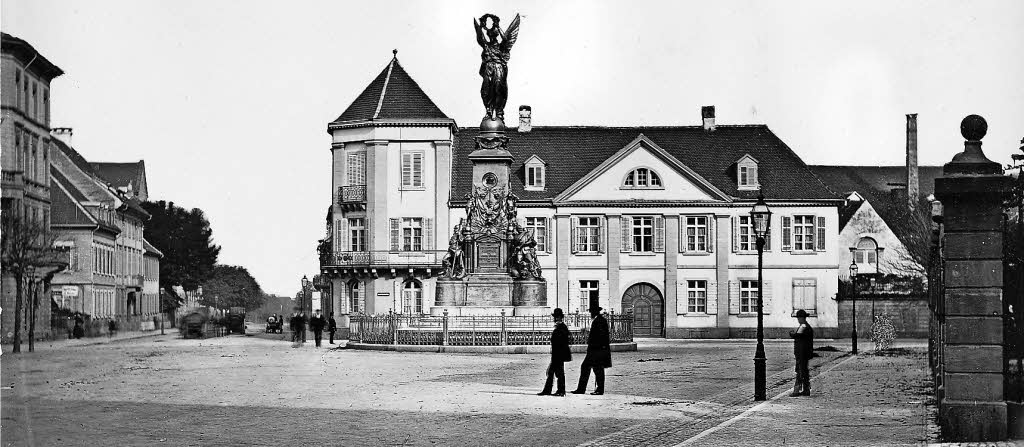
Siegesdenkmal 1880 vor dem Schunck-Haus mit Blick in die Habsburgerstraße.

Das Siegesdenkmal war dem XIV. Armeekorps gewidmet, bei dem größtenteils Soldaten aus Baden dienten. Unter dem Befehl des Generals August von Werder wurden die Kämpfe bei Montbéliard 1871 siegreich bestritten. Durch die allgemeine Siegesstimmung wurde eine Spendenaktion in Baden, genauer von Lörrach bis Karlsruhe, durchgeführt, um die Statue in der Mitte Badens aufzustellen.
Zur Erlangung eines Entwurfs wurde ein öffentlicher Wettbewerb unter den Bildhauern Deutschlands ausgeschrieben, zudem wurden einige Künstler explizit zur Beteiligung eingeladen. Das Preisgericht bestand aus fünf ausübenden Künstlern und Kunstkennern:
- Ernst Hähnel aus Dresden
- Wilhelm Lübke aus Stuttgart
- Eduard Magnus aus Berlin
- Friedrich Pecht Hofmaler aus München
- Gottfried Semper aus Wien

Unter den achtzehn Bewerbern erhielt der an der Kunstschule in Karlsruhe wirkende Bildhauer Karl Friedrich Moest den ersten Preis, der in der Übertragung der Ausführung bestand. Die Professoren Caspar von Zumbusch in München und Reinhold Begas in Berlin, deren Modelle in der städtischen Altertümersammlung (heute: Augustinermuseum) aufgestellt wurden, belegten je einen zweiten und dritten Platz. Ein weiterer zweiter Platz ging an den Freiburger Bildhauer Alois Knittel, dessen Sohn Gustav Adolf Knittel später als Meisterschüler Moests an der Ausführung beteiligt war.
Der bildnerische und ornamentale Schmuck, für dessen Herstellung Kaiser und Großherzog eine Anzahl erbeuteter Geschützrohre überließen, wurde in der Bildgießerei von Christoph Lenz in Nürnberg gefertigt, während die Granitarbeiten von dem Freiburger Steinmetzen Alberto Luratti hergestellt wurden. Die Gesamtkosten beliefen sich auf 85.000 Mark.
Das Denkmal wurde am 3. Oktober 1876 eingeweiht. Bei der Einweihung waren unter anderem Kaiser Wilhelm I., Großherzog Friedrich I. von Baden mit seiner Gemahlin Großherzogin Luise, Reichskanzler Otto von Bismarck sowie von Werder selbst als Ehrengäste anwesend.
Anlässlich einer Metallsammelaktion forderte 1940 Robert Wagner, Gauleiter der NSDAP, dazu auf, das Denkmal Adolf Hitler zum Geburtstag zu schenken, was aber von städtischer Seite abgelehnt wurde. Den Bombenangriff am 27. November 1944 überstand das Denkmal unbeschadet, obwohl die unmittelbar daneben stehende Karlskaserne völlig zerstört wurde. Der Westflügel der im 18. Jahrhundert erbauten Kaserne wurde 1950–51 wieder aufgebaut und beherbergt heute das städtische Sozial- und Jugendamt.

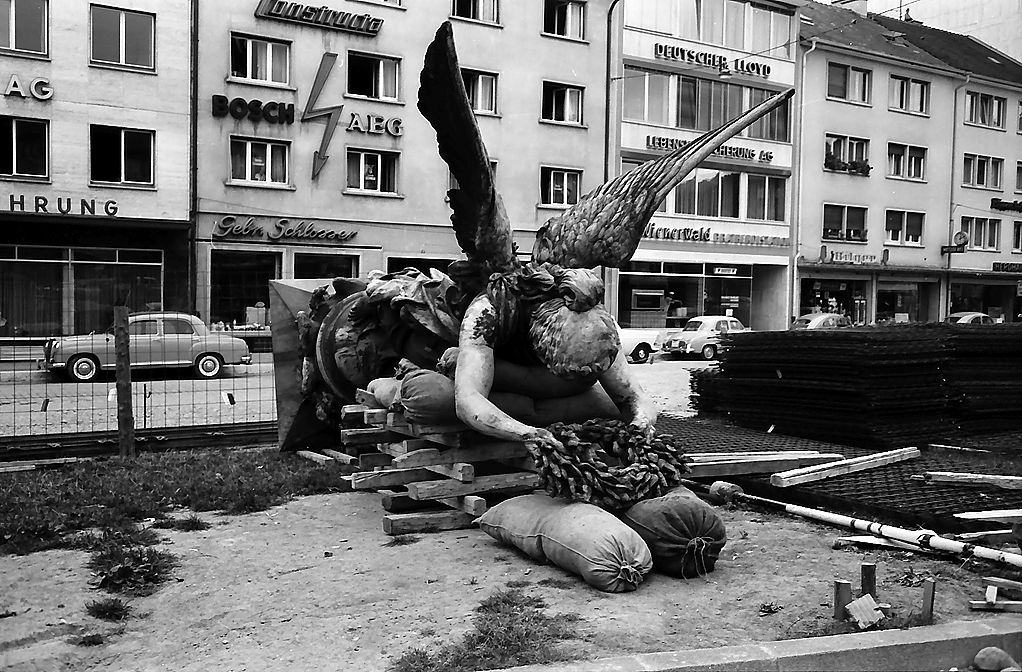
Abgenommene Siegesgöttin im Zuge der Versetzung nach Westen 1962

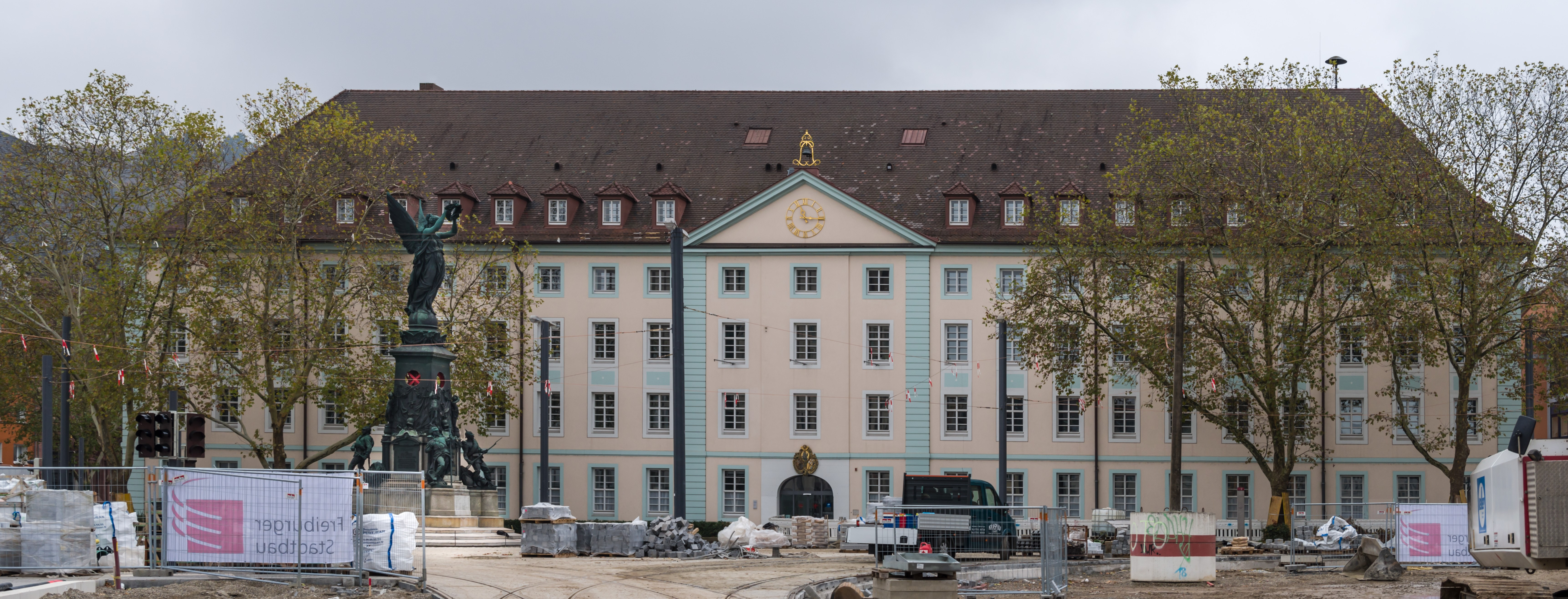
Das noch unfertige Siegesdenkmal an seinem neuen Standort im November 2017

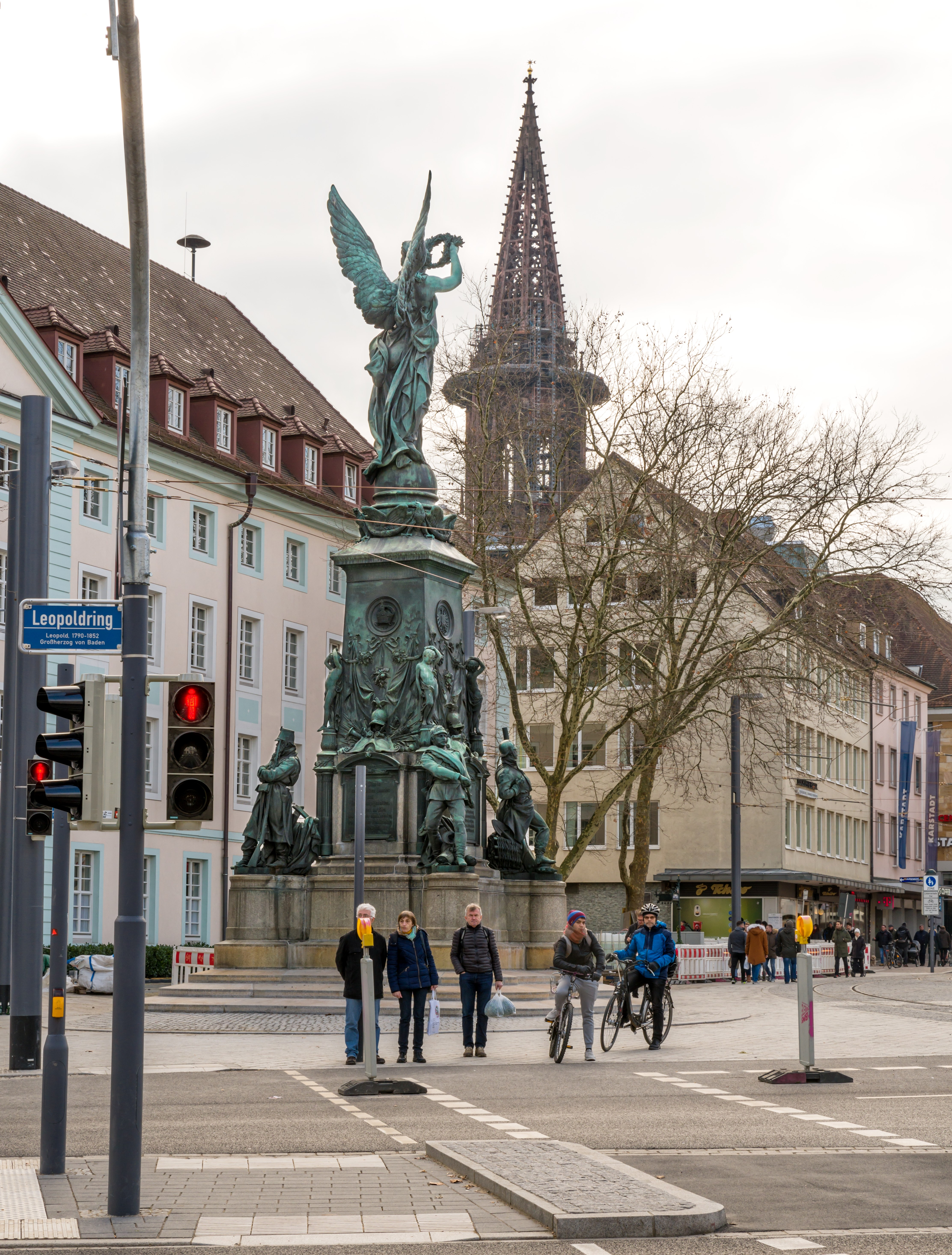
Siegesdenkmal und Freiburger Münsterturm 2018

Im Jahre 1948 wurde ein Antrag von Friedensgesellschaft und Bund der Kriegsdienstgegner abgelehnt, der zum Ziel hatte, das Denkmal abzubauen. Im Zusammenhang mit dem Bau einer Innenstadt-Ringstraße erwies sich das Denkmal im Jahr 1961 als Verkehrshindernis und wurde deshalb etwa 100 m nach Westen versetzt. Ungefähr dort hatte sich zuvor das Denkmal für das 3. Badische Dragoner-Regiment befunden, das nach dem Krieg abgetragen wurde. Victoria wurde mit Blick zur ehemaligen Karlskaserne gedreht. Am alten Standort des Siegesdenkmals entstand eine große Straßenkreuzung mit Straßenbahn- und Omnibushaltestellen und Fußgängerunterführungen. Im Jahr 2001 beschloss der Gemeinderat ein stadträumliches Konzept zur Umgestaltung des Rotteckrings bis hin zum Siegesdenkmal und den Bau einer neuen Stadtbahnstrecke. Die Arbeiten begannen am 15. Januar 2015 und wurden bis Ende 2018 weitgehend beendet. Im Frühjahr 2016 wurde das Siegesdenkmal abgebaut und auf dem städtischen Bauhof gelagert, bevor es im Herbst 2017 vor der Karlskaserne, nicht weit vom ursprünglichen Standort wieder aufgestellt wurde.  Dabei wurde die Siegesgöttin Victoria, wie schon früher, zur Kaiser-Joseph-Straße hin ausgerichtet.
Nach monatelangen Diskussionen seit 2017 zeichnete sich Mitte Februar 2018 im Gemeinderat eine Mehrheit ab, den bisher namenlosen Platz Europaplatz zu nennen. Am 20. März stimmte eine Mehrheit im Gemeinderat dafür. Dieser Vorschlag wurde jedoch nicht im Kulturausschuss favorisiert. Dort gab es zuvor Vorschläge für Friedensplatz bzw. Platz des Friedens oder Jean-Jaurès-Platz. Kulturbürgermeister Ulrich von Kirchbach wurden von der Initiative "ini.platzname" 370 Unterschriften für den Friedensplatz übergeben. Die öffentliche Einweihung des Platzes mit dem Namen Europaplatz erfolgte im November 2018.
Am 20. Februar 2018 beschloss der Gemeinderat die Einlassung von drei Infotafeln (in Deutsch, Englisch und Französisch) in den Boden direkt am Denkmal. Der deutschsprachige Text sollte lauten:

„Siegesdenkmal von 1876
von Friedrich Moest (1838-1923)
Noch vor Beendigung des Deutsch-Französischen Krieges 1870/71 initiierten
zahlreiche badische Gemeinden und Bürgervereine die Errichtung des
Siegesdenkmals in Freiburg. Sie wollten damit dem XIV. Armeecorps danken, das
unter General August von Werder den Sieg bei Belfort über die französische Armee
errungen hatte. Vier einfache Soldaten symbolisieren die Waffengattungen. Die auf
einer Weltkugel stehende Siegesgöttin Victoria ehrt diese mit dem Lorbeerkranz. Am
3. Oktober 1876 wurde das Siegesdenkmal vor der Karlskaserne in Anwesenheit von
Kaiser Wilhelm I. und Großherzog Friedrich I. von Baden eingeweiht.
Im Zuge der Neugestaltung des Friedrichrings und des Platzes im Jahr 2017 wurde
kontrovers darüber diskutiert, ob ein solches Denkmal wieder aufgestellt werden
dürfe. Steht es doch beispielhaft für eine Zeit der kriegerischen
Auseinandersetzungen zwischen Nationalstaaten, die mit der Begründung der
deutsch-französischen Freundschaft und der Europäischen Union überwunden
wurde.
Am Ende hat sich der Freiburger Gemeinderat mit Mehrheit dafür ausgesprochen,
dass das Monument als Zeugnis der Geschichte und als Mahnmal gegen Krieg und
Nationalismus erneut vor der ehemaligen Karlskaserne seinen Platz finden soll.
Bewusst wurde dabei auf die ursprüngliche Erhöhung und Abschirmung durch einen
Zaun verzichtet.
Das historische Siegesdenkmal soll uns dazu anhalten, Nationalismus und Krieg
dauerhaft zu überwinden und uns aktiv für Frieden und Völkerverständigung
einzusetzen.
Daher hat der Gemeinderat im Jahr 2018 entschieden, dem ursprünglich nach Kaiser Wilhelm I. benannten Platz den Namen „Europaplatz“ zu geben.
Weitere Informationen unter: www.freiburg.de/siegesdenkmal“

Im Juni 2019 wurden die Tafeln angebracht.

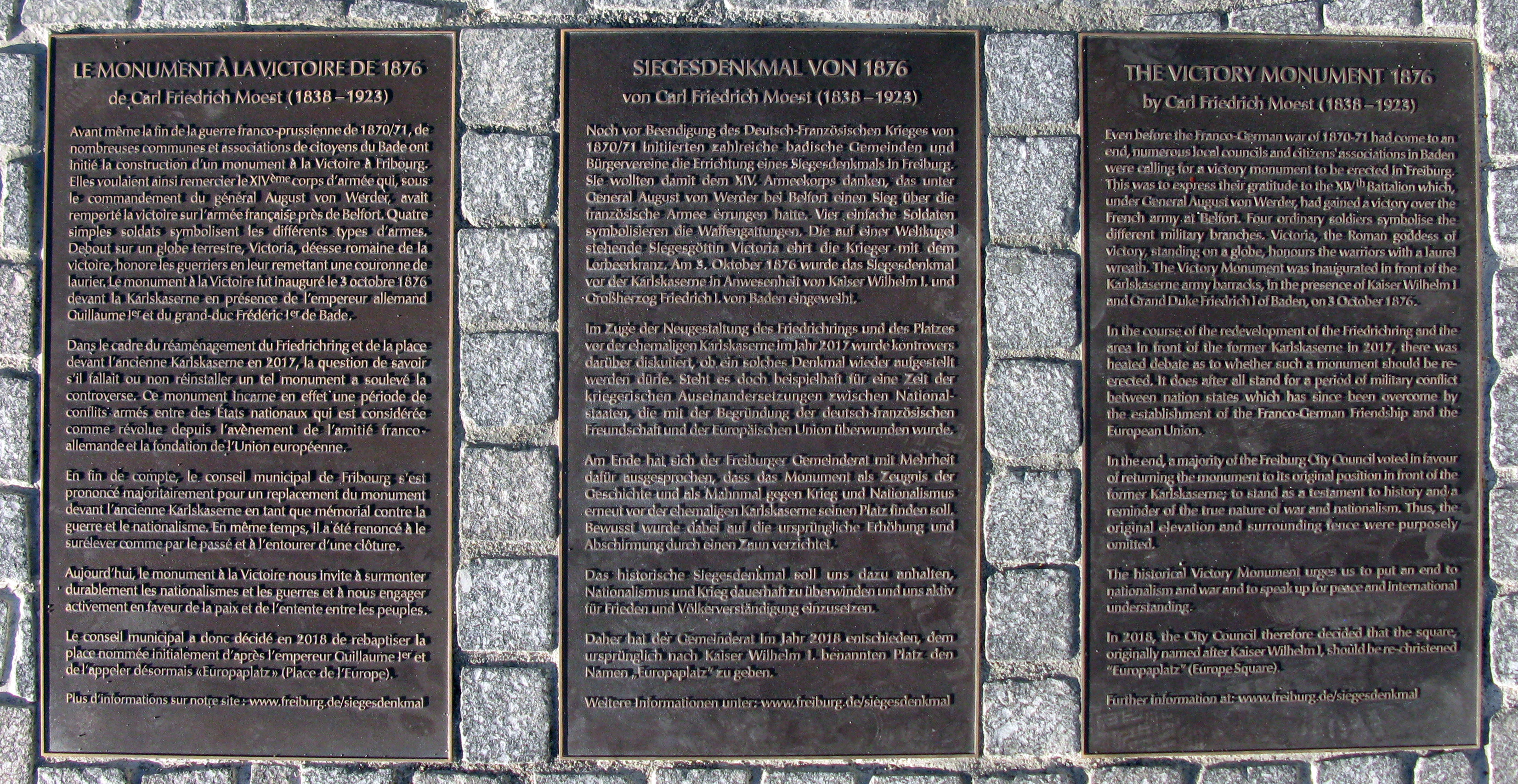
Die dreisprachigen Infotafeln zur Wiederaufstellung des Siegesdenkmals und Benennung des Platzes 2018

## Aufbau
Über dem Sockelunterbau aus Schwarzwald-Granit, zu dem von allen Seiten Stufen hinaufführen, erhebt sich ein nach oben verjüngtes Postament. Dieses ist bekrönt von einer, auf einer Halbkugel stehenden, Siegesgöttin mit dem Lorbeerkranz in den erhobenen Händen. Die dem Unterbau über Eck vorgelagerten gerundeten Postamente tragen vier Kriegergestalten verschiedener Waffengattungen, von denen drei den Verteidigungskampf versinnbildlichen, während der vierte, ein Artillerist, tödlich getroffen zusammenbricht. Die Figuren werden als das Hauptwerk von Karl Friedrich Moest betrachtet.

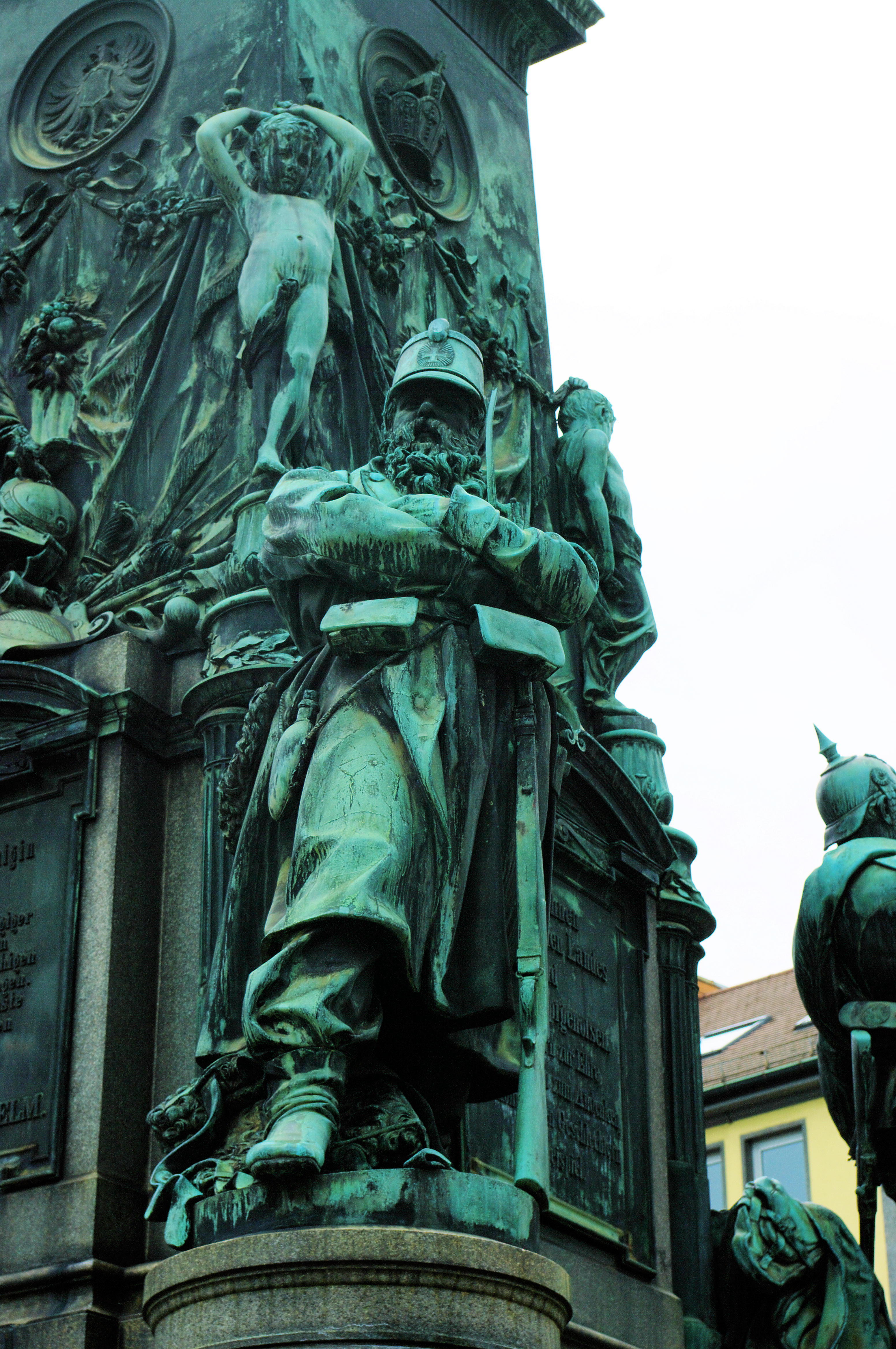
Statue 1
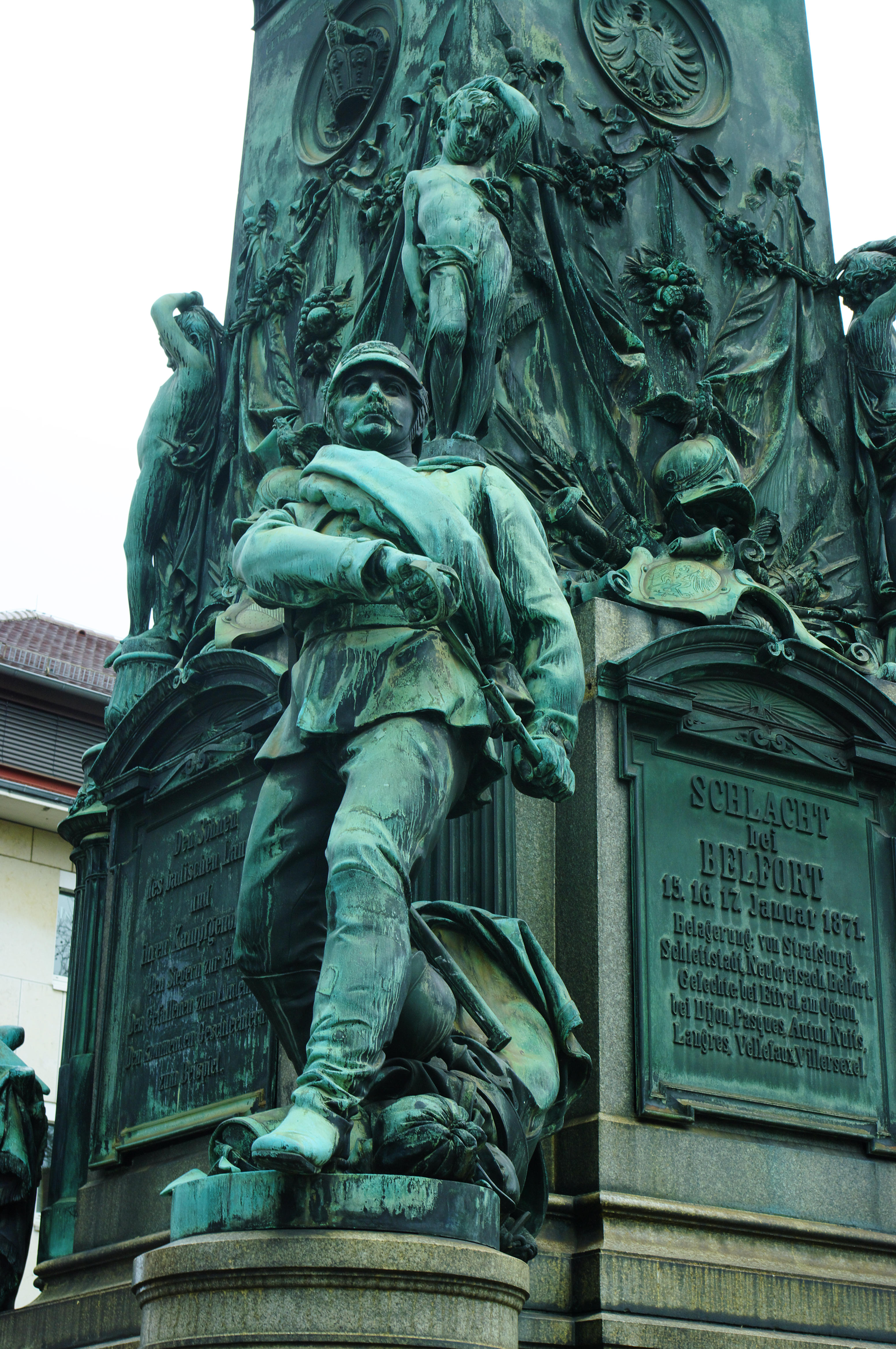
Statue 2
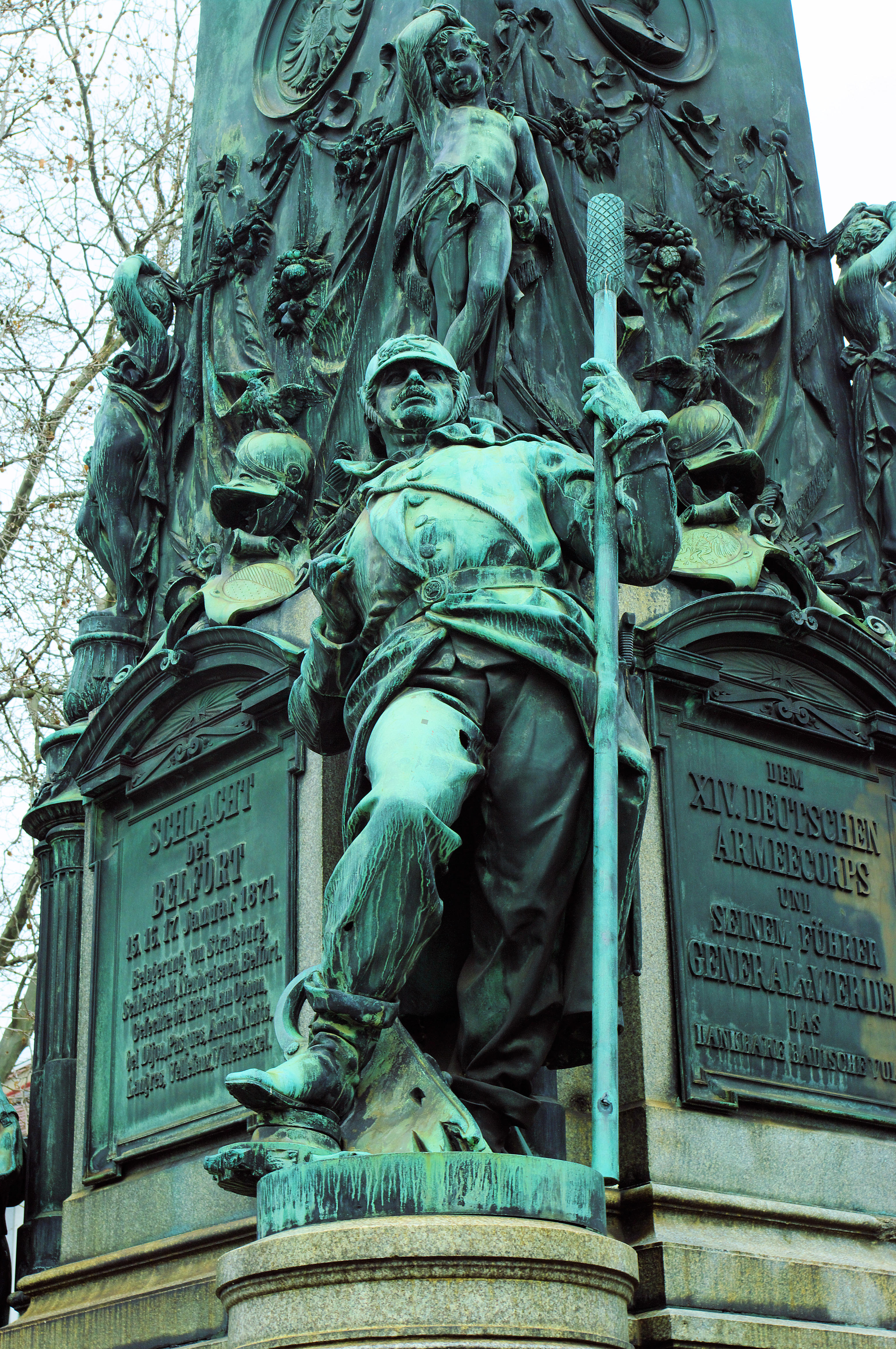
Statue 3
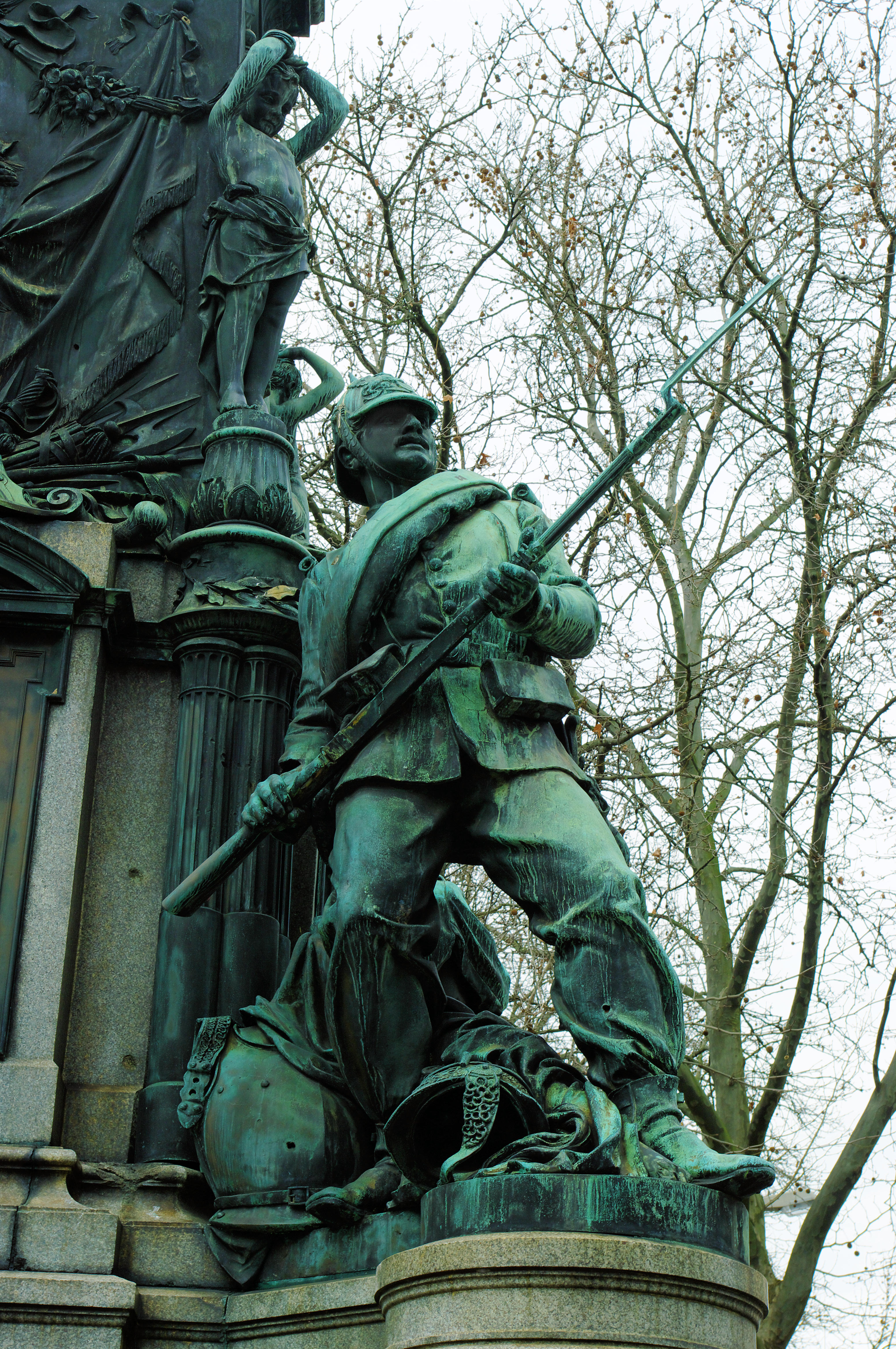
Statue 4

In das Postament sind vier Bronzetafeln mit Inschriften eingelassen, während die Ecken mit jugendlichen Genien von bewegter Haltung geschmückt sind:

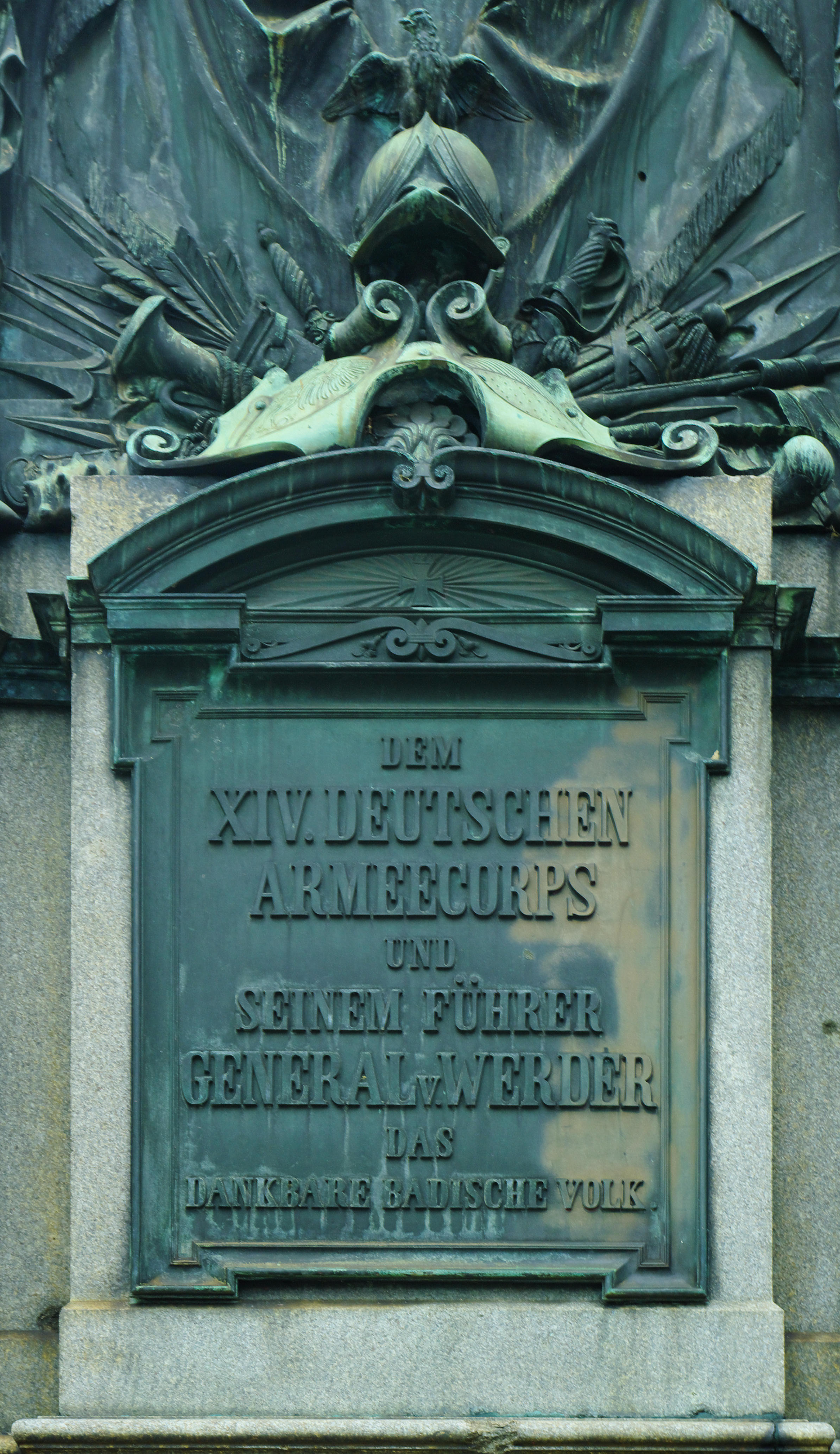
Dem XIV. Deutschen Armeecorps und seinem Führer General v. Werder. Das dankbare badische Volk.
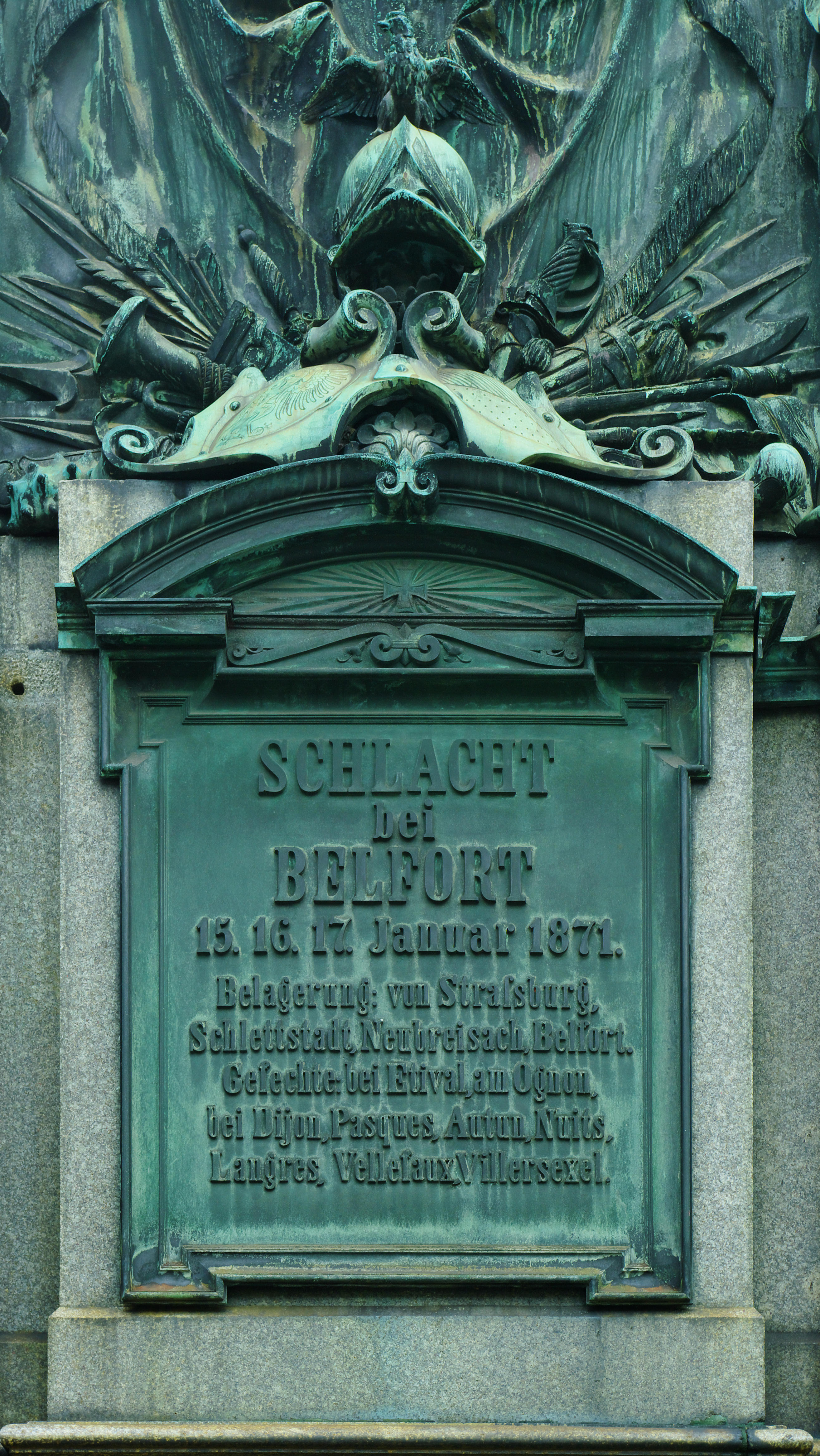
Schlacht bei BELFORT 15. 16. 17. Januar 1871. Belagerung von Straßburg, Schlettstatt, Neubreisach, Belfort. Gefechte bei Etival, am Ognon, bei Dijon, Pasques, Autun, Nuts, Langres, Vellefaux, Villersexel.
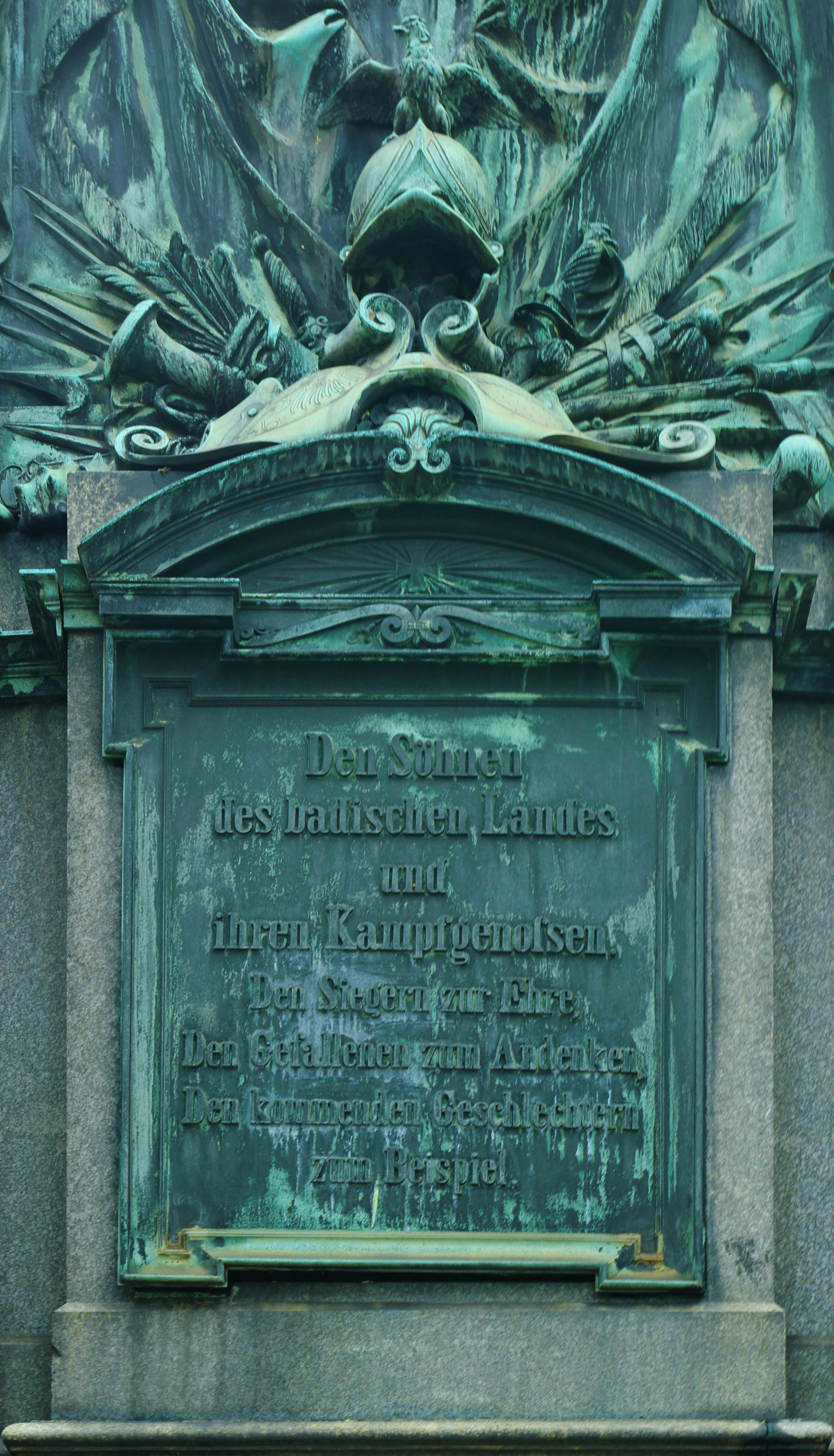
Den Söhnen des badischen Landes und ihren Kampfgenossen. Den Siegern zur Ehre, Den Gefallenen zum Andenken, Den kommenden Geschlechtern zum Beispiele.
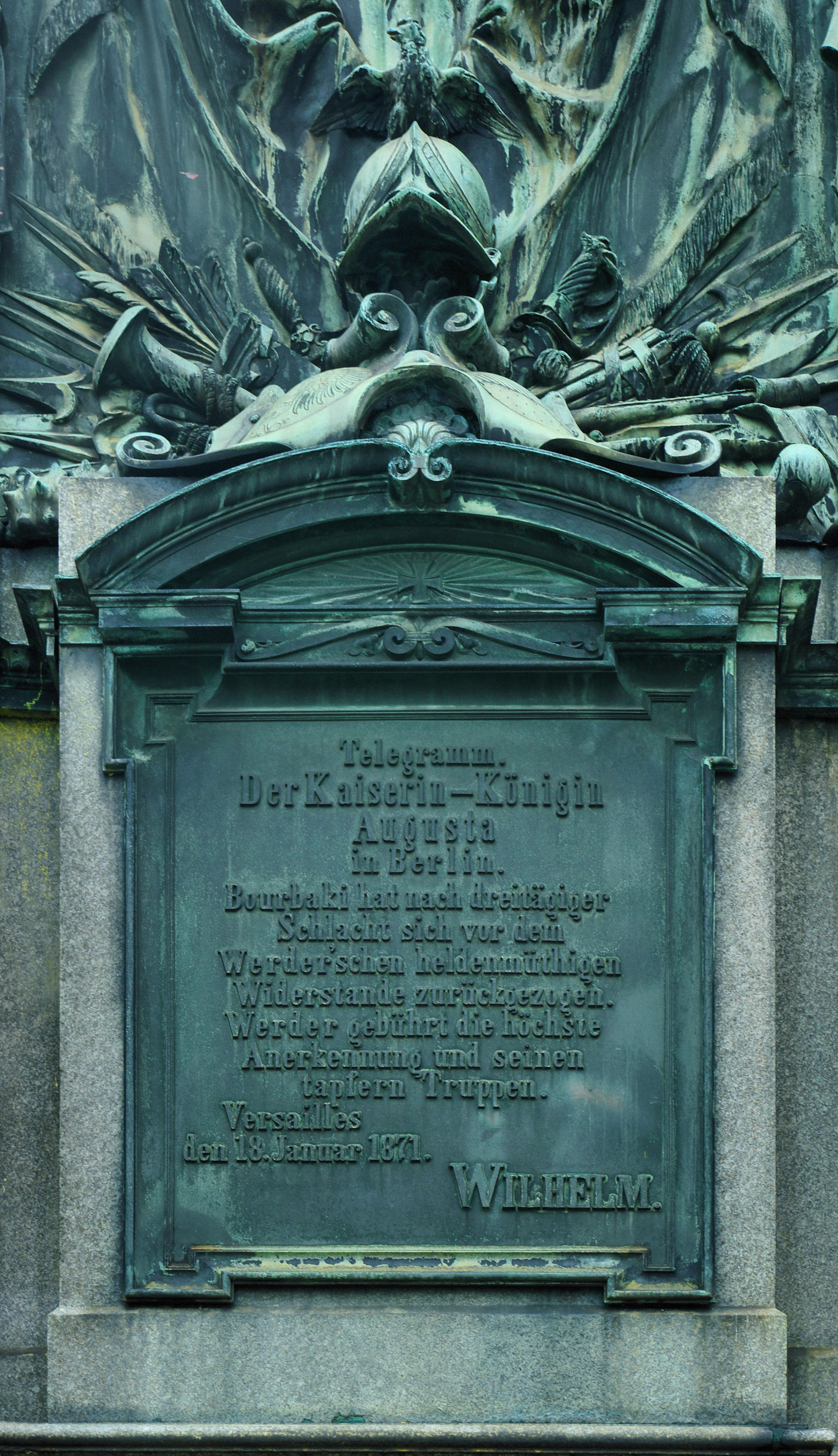
Telegramm der Kaiserin-Königin Auguste in Berlin. Bourbaki hat nach dreitägiger Schlacht sich vor dem Werder'schen heldenmüthigen Widerstande zurückgezogen. Werder gebührt die höchste Anerkennung und seinen tapfern Truppen. Versailles den 18. Januar 1871 Wilhelm.

Darüber erblickt man in Medaillons die Abzeichen des deutschen Reiches.

## Rezeption
„Das Ganze ist eine, den Standort weithin beherrschende trefflich gelungene Leistung, wenn auch Architectur etwas zu weichlich und zu stumpf gegliedert erscheint.“

„Höchst sinnig ist vom Künstler durch die Vertheidigungsstellung der vier Kriegergestalten auf den Ausladungen an den vier Ecken des Unterbaues der Hauptcharakter jenes großartigen Kampfes bezeichnet, dessen Aufgabe war, nicht, wie der Gegner, angriffsweise zu verfahren, sondern das offene Thor zum unbeschützten Vaterland bis zum letzte Mann zu vertheidigen. So sind nun drei deutsche Männer in Freiburg durch Denkmale geehrt worden: Rotteck, Berthold Schwarz und Werder.“